# ماهیچه‌های نازک‌نئی
ماهیچه‌های نازک‌نئی (انگلیسی: Peroneus muscles) گروهی از ماهیچه‌های پا هستند. گرچه این گروه از عضله‌ها در انواع گوناگونی وجود دارد اما معمولاً از سه ماهیچه تشکیل شده است: ماهیچه نازک‌نئی بلند، ماهیچه نازک‌نئی کوتاه و ماهیچه نازک‌نئی طرفی.
ماهیچه‌های نازک‌نئی از دوسوم پایینی سطح کناری بدنه نازک‌نی و پیش و پس تیغه میان‌ماهیچه‌ای پا منشأ می‌گیرد. پیوندگاه ماهیچه‌های نازک‌نئی به استخوان‌های کف پا است.